# 天間林站
天間林站（日语：／ Tenmabayashi eki */?）是位於青森縣上北郡天間林村（現時：七戶町），南部縱貫鐵道的南部縱貫鐵道線車站（廢站）。

## 歷史
- 1962年（昭和37年）10月20日 - 南部縱貫鐵道線開通，此站啟用[1]。
- 1984年（昭和59年）2月1日 - 取消貨物業務。減少列車班次，再沒有定期列車進行列車交會。
- 1985年（昭和60年）5月1日 - 取消不定期列車，閉塞方式變更下，使車站無人化。撤走交會設備。
- 1997年（平成9年）5月6日 - 南部縱貫鐵道線暫停營業[2]。
- 2002年（平成14年）8月1日 - 南部縱貫鐵道線廢線，此站也廢除[3]。
- 2006年（平成18年）3月26日 - 車站大樓被拆毀。
- 2010年（平成22年）7月 - 月台被撤走。

## 車站構造
截至車站廢除前，此站是地面車站，設有1面1線的單式月台。此站是舊天間林村的中心車站，車站範圍比較大，設有車站大樓。
原本此站是有人車站，設有1面2線的月台和數條貨物側線。當時可進行列車交會，而附近的上北礦山會運送礦物和木材至此站。車站職員會在此處控制信號、交收路牌和調度貨車。由於此站是村的中心車站，大部分乘客都是來自該村。車站大樓內設有候車室和櫃臺，也設有職員的詰所、宿舍設備和信號設備。
在1971年礦山關閉，後來加上沿線建造了道路網，私家車、貨車和巴士開始普及下，使用人次和貨物起卸量開始減少。在1984年的日本國鐵時間表修正中，廢除了貨物處理業務。與於附近行走的巴士路線競爭下，此站的客量繼續下降，使廢除貨運列車同時，列車班次也減少，再沒有定期列車於此站列車交會。只有不定期列車才有機會於此站列車交會。在1年後的1985年，取消了不定期列車班次，在閉塞方式變更下，完全變成無人車站，貨物側線和交會設備也被撤去，變成只有1面1線的月台。
在1995年4月起，大部分乘客都是前往天間林村各小學，該鐵路變成了運送學生的校巴服務，基本上已經沒有其他乘客乘坐列車。
在廢除前，一般乘客都會乘坐較多班次的巴士路線，因此站內變得比較荒涼，部分路軌都已經被撤走，把路軌堆在一處。

## 車站周邊
- 國道4號
- 七戶町立天間西小學
- 七戶町立天間館中學
- 七戶町公所（舊・天間林村公所）
- 天間林郵局（日语：天間林郵便局）
- Sunkus（日语：サークルKサンクス）（便利店）
- 正洞院
- 天間林溫泉

## 廢線後
雖然在廢站後沒有撒走車站大樓和月台，但是由於沒有對車站大樓有任何改動，因此該處尤如廢墟，站內長草了雜草，環境比較荒涼。由於車站大樓開始老化，為防大樓倒塌，便於2006年3月26日拆毀。而路軌則於2010年7月撤走，現時車站遺址變成空地。

## 相鄰車站
南部縱貫鐵道
南部縱貫鐵道線
道之上－天間林－中野

## 注腳
1. ↑  運輸省鐵道監督局監修《民鐵要覧》鐵道圖書刊行會，1979年，13頁
2. ↑   31 (8). 鐵道雜誌社: 104. 1997-08 （日语）.
3. ↑  . RAIL FAN (鐵道友之會). 2002年10月号, 49 (10): 22 （日语）.